# Putovanje nakraj noći
Putovanje nakraj noći (franc.: Voyage au bout de la nuit) je roman francuskog književnika Louisa-Ferdinanda Célinea iz 1932. Djelo je poluautobiografskog karaktera, a opisuje doživljaje autorovog alter ega, Ferdinanda Bardamua, dok pokušava preživjeti na bojišnici Prvog svjetskog rata, u afričkim kolonijama, američkom velegradu i siromašnom pariškom predgrađu.  
Roman odiše krajnjim pesimizmom, nihilizmom, mizantropijom i tjeskobom; no mračne teme i nesreće glavnog antijunaka Céline često opisuje kroz duhoviti cinizam.  Inovativnim načinom izražavanja oponaša govorni jezik, uz često uplitanje žargona i obilnu upotrebu vulgarizama.  
Iako je to tek prvi Célineov roman, većina kritičara ga smatra i najuspješnijim.  1932. bio je ozbiljan kandidat za Prix Goncourt a glasovanje kojim je odbijen do danas je ostalo predmetom kontroverzi.  Dobio je nagradu Renaudot.  Iako popularan u tridesetima, u poslijeratnom razdoblju je često zanemarivan zbog autorovih profašističkih i antisemitskih stavova.  Na hrvatski je preveden 1972. godine.

## Radnja
Za vrijeme Prvog svjetskog rata, pariški student medicine, Ferdinand Bardamu, neplanirano biva uvučen u francusku vojsku.  On je pacifist te kao takav uopće ne razumije smisao rata niti osjećaj domoljublja.  Na bojišnici je dodatno ogorčen arogantnim ponašanjem časnika, suludim zadaćama i nepotrebnim ubijanjem; razmišlja o predaji neprijatelju ili bijegu.  Tu prvi put susreće Léona Robinsona, vojnika sa sličnim idejama.  S bojišnice odlazi nakon ranjavanja, kada je već i psihički slomljen.  Vrijeme provodi po bolnicama i domovima za ranjenike, usput održavajući površnu vezu s mladom američkom bolničarkom koja ga ostavlja nakon što joj otkrije svoje mišljenje o ratu.
Uskoro Ferdinand dobiva mogućnost odlaska u Afriku.  Nakon gotovo pogibeljnog putovanja, dospijeva u Francuski Kongo.  U nepodnošljivoj tropskoj atmosferi uvjerava se u bijedu domorodaca, bjelačku pohlepu te opću dekadenciju i okrutnost.  Zapošljava se u jednoj trgovačkoj kompaniji i putuje dublje u unutrašnjost do svoje trgovačke postaje gdje će zamijeniti neuspješnog prethodnika.  Prethodnik je zapravo njegov stari poznanik Robinson koji radno mjesto napušta zajedno s blagajnom.  Sam i izoliran u džungli, Ferdinand zapravo ništa ne radi, a većinu vremena je u teškoj groznici.  Zbog poslovnih problema odlučuje spaliti svoju trgovačku postaju i pobjeći.  I dalje teško oboljelog, crni pomoćnici ga prenose do obližnjeg grada i prodaju španjolskom kapetanu.  Kao veslač na galiji, putuje preko Atlantika u New York gdje bježi s broda u grad.  
Američko društvo ga užasava svojom ravnodušnošću; očajava zbog samoće i siromaštva.  Nakon nekog vremena besposličarenja u New Yorku, odlazi u Detroit gdje se zapošljava u Fordovoj tvornici.  Dehumanizirani način rada ga izluđuje, a utjehu pronalazi u ozbiljnoj ljubavnoj vezi s prostitutkom Molly.  Opet susreće Robinsona i razočaran je jer ni ovaj nije uspio u Novom svijetu.  Budući da ne želi ostati u Americi, ipak napušta Molly i vraća se nazad u Francusku.
U Parizu dovršava studij medicine i otvara privatnu ordinaciju u siromašnom predgrađu.  Živi u krajnjoj bijedi; neugodno mu je izvlačiti novac od pacijenata, a oni se time obilno koriste usput ga ismijavajući.  Opet susreće Robinsona kojemu je dosadila vlastita bijeda te se želi obogatiti plaćenim ubojstvom, no plan mu se izjalovi i ostaje privremeno slijep.  Kroz sudbine pacijenata i poznanika Ferdinand se potpuno uvjerava u ljudsku pokvarenost te gubi sve iluzije o životu.  Nezadovoljan okolinom, odustaje od liječničke prakse i privremeno se kao statist pridružuje grupi plesača da bi konačno pronašao bolji posao u umobolnici.  Tu mu se pridružuje i Robinson kojemu se vratio vid, a u bijegu je od histerične zaručnice; u teškoj svađi, ona ga na kraju ubija.  Ferdinand, već u kasnim tridesetima, svjestan besmislenosti vlastitog života – puta prema ništavilu – polako zapada u sve jaču apatiju i rezignaciju.

## Sličnosti s Célineovim životom
- Céline je dobrovoljno sudjelovao u Prvom svjetskom ratu, a kasnije se okrenuo pacifizmu.
- Nakon rata, jedno vrijeme je radio u Kamerunu za šumarsku kompaniju.  Sredinom dvadesetih je opet posjetio Afriku, ovaj put kao liječnik Lige naroda u borbi protiv epidemija.
- 1926. je nekoliko mjeseci istraživao sanitarne uvjete u Fordovoj tvornici u Detroitu.
- Više godina je radio kao privatni liječnik u siromašnoj sredini te živio u bijedi.
- Često se družio s plesačicama.

## Zanimljivosti
- Dok je pisao Putovanje nakraj noći, Céline je, po izjavama svoje tadašnje ljubavnice, bio u fazi teške depresije.
- Roman je navodno bio među omiljenim djelima Josifa Staljina, a Lav Trocki ga je također hvalio.
- Unatoč autorovim profašističkim stavovima u nacističkoj Njemačkoj je bio na listi zabranjenih knjiga.
- Bebert je ime Célineovog mačka.

## Unutarnje poveznice
- Dodatak:Le Mondeovih 100 knjiga stoljeća